# Breitenbach (Ehringshausen)
Breitenbach ist der nach Einwohnerzahl kleinste Ortsteil der Gemeinde Ehringshausen im mittelhessischen Lahn-Dill-Kreis.

## Geografie
Das Dorf liegt in einem kleinen Seitental der Lemp, im Gladenbacher Bergland, dem östlichen Ausläufer des Westerwaldes. Im Westen liegt Kölschhausen und östlich Bechlingen. Nächste größere Stadt ist Wetzlar.

## Geschichte

### Historische Namensformen
In erhaltenen Urkunden wurde Breitenbach unter den folgenden Ortsnamen erwähnt (in Klammern das Jahr der Erwähnung):
- Breitenbach, in villa super Fluvio Lemphia (778) [2. Hälfte XII Jh., Codex Laureshamensis III, Nr. 3058 = 3696a]
- Breitenbach, in (781) [2. Hälfte XII Jh., Codex Laureshamensis III, Nr. 3047 = 3700]
- Breitenbach, de (781) [2. Hälfte XII Jh., Codex Laureshamensis III, Nr. 3047 = 3700]
- Breitenbach, in (781) [2. Hälfte XII Jh., Codex Laureshamensis III, Nr. 3132 = 3704b]
- Breitenbach, in (781) [2. Hälfte XII Jh., Codex Laureshamensis III, Nr. 3175 = 3701b]
- Breitenbach, in (um 800) [2. Hälfte XII Jh., Codex Laureshamensis III, Nr. 3661a]

### Ortsgeschichte
Am 13. März 778 wurde Breitenbach im Lorscher Codex in einer Schenkungsurkunde an das Kloster Lorsch erstmals erwähnt. Die Ortschaft lag innerhalb der Grafschaft Solms und war dem Amt Greifenstein zugeordnet. Kirchlich gehörte es zur Dillheimer Pfarrei, nach der Reformation aber zum Kirchspiel von Kölschhausen.
Im Jahr 1815 kam der Ort zu Preußen und wurde durch die Bürgermeisterei in Aßlar verwaltet. Bereits 1816 forderten die Einwohner von Breitenbach eine eigene Schule, welche 1820 fertiggestellt wurde. Die Schule wurde fortan auch als Bethaus von der Kirchengemeinde genutzt.
Am 11. Oktober 1850 wurde die Grube „Schöne Anfang“ an den Fürsten Ferdinand zu Solms-Braunfels verliehen, um Eisenerz abzubauen. Das Grubenfeld befand sich 500 Meter südlich des Ortes und wurde zunächst im Tagebau betrieben. Später baute man die Mineralien Hämatit und Magnetit nach der Errichtung von drei Stollen unter Tage ab. Neben dem Oberen Stollen und dem Mittleren Stollen wurde im Jahre 1908 der untere Marien-Stollen vollendet. Bereits zum 1. Dezember 1906 war die Grube an die Friedrich Krupp AG verkauft worden. Am 30. Juni 1943 endete der Abbau in der Grube „Schöne Anfang“.
Nachdem im Landkreis Wetzlar die Amtsbürgermeistereien 1934 abgeschafft wurden, wurde Breitenbach eine selbstständige Gemeinde.
Im Jahr 1978 feierte der Ort sein 1200-jähriges Bestehen und erhielt dabei die Freiherr-vom-Stein-Plakette.
Hessische Gebietsreform (1970–1977)
Im Zuge der Gebietsreform in Hessen wurden zum 1. Januar 1977 die Gemeinden Ehringshausen, Breitenbach, Daubhausen, Katzenfurt, Kölschhausen und Niederlemp kraft Landesgesetz zur neuen Großgemeinde Ehringshausen zusammengeschlossen.  Für Breitenbach wurde wie für alle nach Ehringshausen eingegliederten Gemeinden ein Ortsbezirk eingerichtet. Sitz der Gemeindeverwaltung blieb Ehringshausen.

### Verwaltungsgeschichte im Überblick
Die folgende Liste zeigt die Staaten und Verwaltungseinheiten, denen Breitenbach angehört(e):
- vor 1806: Heiliges Römisches Reich, Fürstentum Solms-Braunfels, Anteil der Grafschaft Solms, Amt Greifenstein
- ab 1806: Herzogtum Nassau,[Anm. 2] Amt Greifenstein[Anm. 3]
- ab 1816: Königreich Preußen,[Anm. 4] Provinz Großherzogtum Niederrhein, Regierungsbezirk Koblenz, Kreis Braunfels[8]
- ab 1822: Königreich Preußen, Rheinprovinz, Regierungsbezirk Koblenz, Kreis Wetzlar[Anm. 5]
- ab 1866: Norddeutscher Bund,[Anm. 6] Königreich Preußen, Rheinprovinz, Regierungsbezirk Koblenz, Kreis Wetzlar
- ab 1871: Deutsches Reich, Königreich Preußen, Rheinprovinz, Regierungsbezirk Koblenz, Kreis Wetzlar
- ab 1918: Deutsches Reich (Weimarer Republik), Freistaat Preußen, Rheinprovinz, Regierungsbezirk Koblenz, Kreis Wetzlar
- ab 1932: Deutsches Reich, Freistaat Preußen, Provinz Hessen-Nassau, Regierungsbezirk Wiesbaden, Kreis Wetzlar
- ab 1944: Deutsches Reich, Freistaat Preußen, Provinz Nassau, Kreis Wetzlar
- ab 1945: Amerikanische Besatzungszone,[Anm. 7] Groß-Hessen, Regierungsbezirk Wiesbaden, Kreis Wetzlar
- ab 1949: Bundesrepublik Deutschland, Land Hessen, Regierungsbezirk Wiesbaden, Kreis Wetzlar
- ab 1968: Bundesrepublik Deutschland, Land Hessen, Regierungsbezirk Darmstadt, Kreis Wetzlar.
- ab 1977: Bundesrepublik Deutschland, Land Hessen, Regierungsbezirk Darmstadt, Lahn-Dill-Kreis, Gemeinde Ehringshausen[Anm. 8]
- ab 1981: Bundesrepublik Deutschland, Land Hessen, Regierungsbezirk Gießen, Lahn-Dill-Kreis, Gemeinde Ehringshausen

## Bevölkerung

### Einwohnerstruktur 2011
Nach den Erhebungen des Zensus 2011 lebten am Stichtag, dem 9. Mai 2011, in Breitenbach 252 Einwohner. Darunter waren keine Ausländer.
Nach dem Lebensalter waren 39 Einwohner unter 18 Jahren, 111 zwischen 18 und 49, 54 zwischen 50 und 64 und 48 Einwohner waren älter.
Die Einwohner lebten in 105 Haushalten. Davon waren 21 Singlehaushalte, 36 Paare ohne Kinder und 29 Paare mit Kindern, sowie 9 Alleinerziehende und keine Wohngemeinschaften. In 21 Haushalten lebten ausschließlich Senioren und in 66 Haushaltungen lebten keine Senioren.

### Einwohnerentwicklung
| Breitenbach: Einwohnerzahlen von 1834 bis 2017 | Breitenbach: Einwohnerzahlen von 1834 bis 2017 | Breitenbach: Einwohnerzahlen von 1834 bis 2017 | Breitenbach: Einwohnerzahlen von 1834 bis 2017 | Breitenbach: Einwohnerzahlen von 1834 bis 2017 |
| --- | ---------------------------------------------- | ---------------------------------------------- | ---------------------------------------------- | ---------------------------------------------- |
| Jahr |                                                |                                                |                                                | Einwohner                                      |
| 1834 | 1834                                           |                                                | 110                                            | 110                                            |
| 1840 | 1840                                           |                                                | 121                                            | 121                                            |
| 1846 | 1846                                           |                                                | 119                                            | 119                                            |
| 1852 | 1852                                           |                                                | 120                                            | 120                                            |
| 1858 | 1858                                           |                                                | 123                                            | 123                                            |
| 1864 | 1864                                           |                                                | 124                                            | 124                                            |
| 1871 | 1871                                           |                                                | 122                                            | 122                                            |
| 1875 | 1875                                           |                                                | 123                                            | 123                                            |
| 1885 | 1885                                           |                                                | 121                                            | 121                                            |
| 1895 | 1895                                           |                                                | 131                                            | 131                                            |
| 1905 | 1905                                           |                                                | 123                                            | 123                                            |
| 1910 | 1910                                           |                                                | 123                                            | 123                                            |
| 1925 | 1925                                           |                                                | 144                                            | 144                                            |
| 1939 | 1939                                           |                                                | 145                                            | 145                                            |
| 1946 | 1946                                           |                                                | 195                                            | 195                                            |
| 1950 | 1950                                           |                                                | 197                                            | 197                                            |
| 1956 | 1956                                           |                                                | 201                                            | 201                                            |
| 1961 | 1961                                           |                                                | 171                                            | 171                                            |
| 1967 | 1967                                           |                                                | 180                                            | 180                                            |
| 1970 | 1970                                           |                                                | 196                                            | 196                                            |
| 1980 | 1980                                           |                                                | ?                                              | ?                                              |
| 1990 | 1990                                           |                                                | ?                                              | ?                                              |
| 2000 | 2000                                           |                                                | ?                                              | ?                                              |
| 2011 | 2011                                           |                                                | 252                                            | 252                                            |
| 2014 | 2014                                           |                                                | 251                                            | 251                                            |
| 2017 | 2017                                           |                                                | 258                                            | 258                                            |
| Datenquelle: Historisches Gemeindeverzeichnis für Hessen: Die Bevölkerung der Gemeinden 1834 bis 1967. Wiesbaden: Hessisches Statistisches Landesamt, 1968. Weitere Quellen: LAGIS; Zensus 2011; Gemeinde Ehringshausen |                                                |                                                |                                                |                                                |

### Historische Religionszugehörigkeit
| • 1834: | 110 evangelische Einwohner                                         |
| • 1961: | 158 evangelische (= 89,27 %), 19 katholische (= 10,73 %) Einwohner |

## Politik
Für Breitenbach besteht ein Ortsbezirk (Gebiete der ehemaligen Gemeinde Breitenbach) mit Ortsbeirat und Ortsvorsteher nach der Hessischen Gemeindeordnung.
Der Ortsbeirat besteht aus fünf Mitgliedern. Bei den Kommunalwahlen in Hessen 2021 betrug die Wahlbeteiligung zum Ortsbeirat 66,51 %. Alle Kandidaten gehörten der „Bürgerlichen Liste Breitenbach“ an. Der Ortsbeirat wählte Burkhard Herbel zum Ortsvorsteher.

## Sehenswürdigkeiten
Kulturdenkmäler

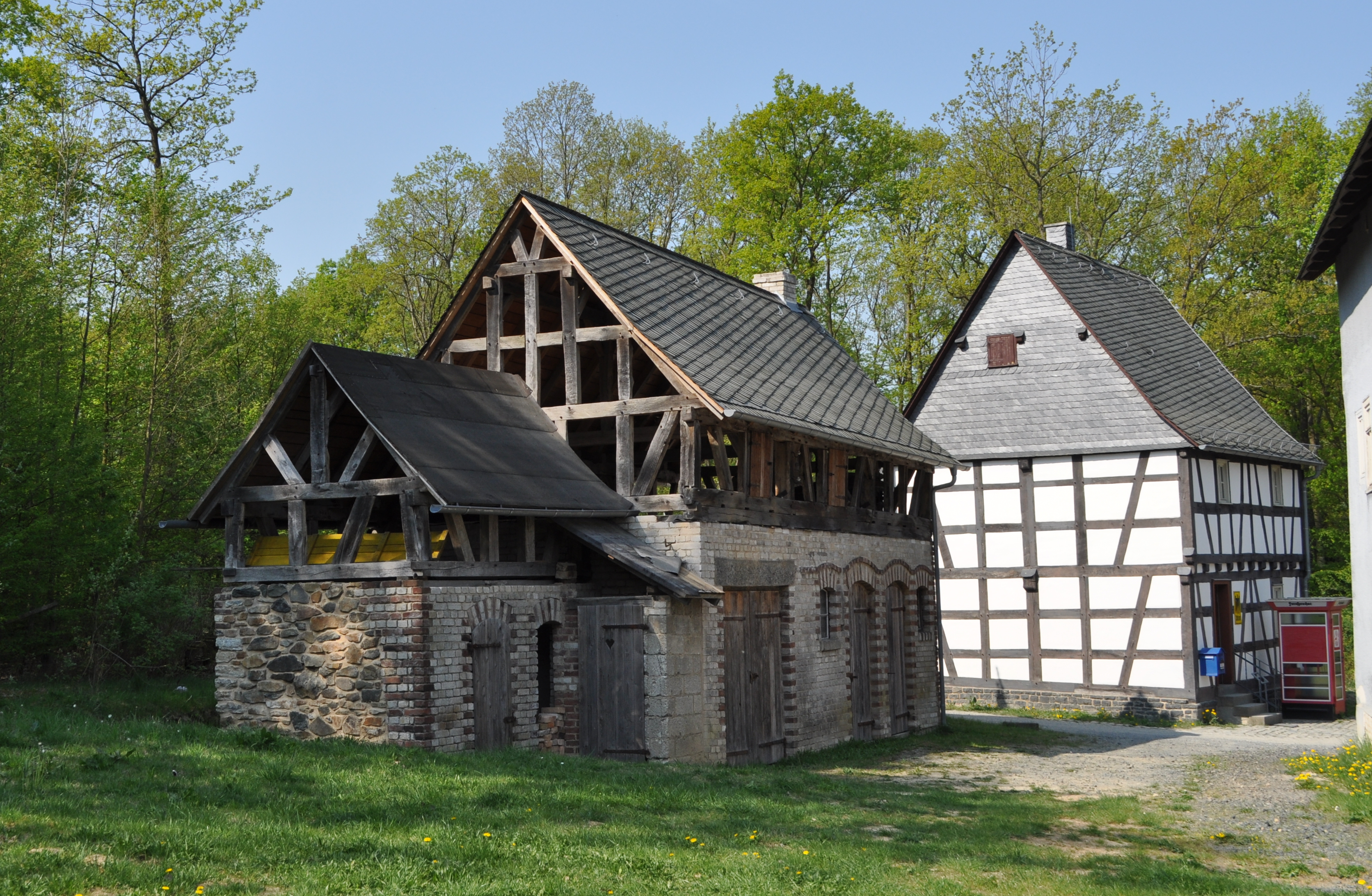
Hessenpark, Nebengebäude aus Breitenbach

siehe Liste der Kulturdenkmäler in Breitenbach
Die „Hofanlage aus Breitenbach“ wurde in Breitenbach abgebaut und im Hessenpark neu errichtet.